# سونغ شي يول
سونغ شي يول (ولد في 30 ديسمبر 1607 ومات في 19 يوليو 1689) هو سياسي وعالم كونفشسيوسي من أواخر عهد مملكة جوسون في كوريا. خدم سونغ في البلاط الملكي لأكثر من 50 سنة وذكر في سجلات مملكة جوسون أكثر من ثلاثة آلاف مرة.